# 全日本学生選手権チームロードレース大会
全日本学生選手権チームロードレース大会（ぜんにほんがくせいせんしゅけんチームロードレースたいかい）は、日本学生自転車競技連盟主催、日本自転車競技連盟共催により開かれている自転車競技のロードレース大会である。

## 歴史
1962年に第1回大会が開催され、毎年6月下旬頃に行われる。
1989年からは土曜日にチームロードレース、日曜日に全日本学生個人ロードタイムトライアル自転車競技大会が開かれる。
開催地は2009年まで秋田県大潟村ソーラースポーツラインで開催されていたが、2010年は利根川スーパー堤防に移される。

## 大会方式
男子チーム・タイムトライアル・ロードレース100kmで争う。各校1チーム3、4名（補欠2名まで認める）で出場。3人目のゴールタイムで順位を決定する。
個人ロードタイムトライアルは学生以外の一般にも門戸を広げ、男子3クラスと女子を実施。